# Hero Elementary
Hero Elementary je američka-kanadska animirana serija. Autori su Carol-Lynn Parente i Christine Ferraro. Serija ima jednu sezonu i sve skupa 13 epizoda od po 25 minuta.

## Glasovi
- Veronica Hortiguela - Lucita Sky
- Jadiel Dowlin - AJ Gadgets
- Stephany Seki - Sara Snap
- Stacey DePass - Benny Bubbles
- Carlos Diaz - Mr. Sparks

## Vanjske poveznice
- Službena stranica